# Красна (притока Тиси)
Кра́сна (рум. Crasna, угор. Kraszna) — річка в північно-західній Румунії та північно-східній Угорщині. Красна є притокою річки Тиси. Її витоки знаходяться в Трансильванії, Румунія, біля села Красна. Річка протікає по Селаж, Сату-Маре в Румунії і по Саболч-Сатмар-Береґ в Угорщині, де і впадає в Тису поблизу Вашарошнаменя. На річці Красна розташовані Шимлеу-Сілванієй, Надьєчед і Матесалька.

## Притоки
Притоками річки Красна є такі річки:
Ліві притоки: Валя Банулуй, Марін, Мортауца, Караштелец, Заніцел, Валя Нягра.
Праві притоки: Красна Веке, Цізер, Черна і Апоріглет.

## Походження назви
Назва річки слов'янського походження - означає красива, гарна річка. Назву цій річці мабуть надали білі хорвати, які мешкали в цих землях ще в IX - X століттях.